# Кухня Гондурасу

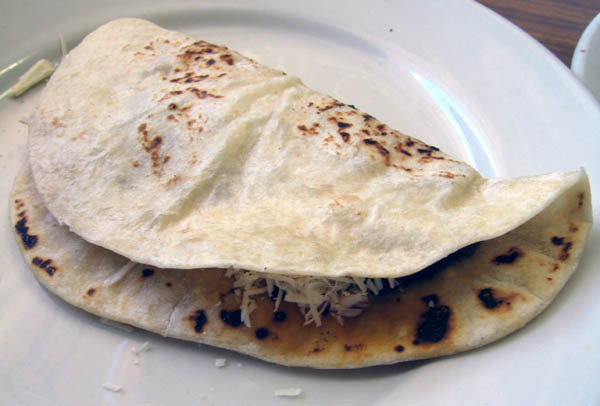
Балеада — традиційна страва гондураської кухні

Кухня Гондурасу — національна кухня Гондурасу. Поєднує традиції кухонь корінних народів (ленка), іспанської, карибської та африканської кухонь. До неї також належить кухня народу гарифуна.

## Особливості
Регіональні страви включають смажену рибу, тамале, яловичину карде асада та балеади. Інші популярні страви — це м'ясо, смажене з тушкованими овочами, курка з рисом та кукурудзою та смажена риба з маринованою цибулею та халапеньйо. У прибережних районах та на Іслас-де-ла-Байя морепродукти та деякі м'ясні страви готуються з кокосовим молоком.
З-поміж супів, якими полюбляють жителі гондурасу, є суп з квасолі, суп мондонго (триповий суп), супи з морепродуктів та з яловичини. Зазвичай всі ці супи готуються з плантанами, юкою та капустою та подаються з кукурудзяними коржиками, що називаються пупуса.
Інші типові страви — монтука або кукурудзяні тамале, начинені тортильї, загорнені в листя плантана. Типові гондурські страви також включають багатий вибір тропічних фруктів, таких як папая, ананас, слива, сапота, маракуя та банани, які готуються багатьма способами, поки вони ще зелені.
Поширені напої на вечерю або обід включають безалкогольні напої. Один з популярних в Гондурасі освіжаючих напоїв — це аква де ансаледа. Цей свіжоприготований напій складається з перетертих фруктів, таких як яблука та різні сезонні фрукти.

## Характерні продукти
Серед типових продуктів, які входять до складу страв:
- Боби
- Картопля
- Морепродукт
- М'ясо
- Рис

## Популярні страви та напої
- Мондонго — суп зі шлунком дрібних жуйних тварин (рубцем).
- Тападо — м'ясний або овочевий суп.
- Накатамалес — приготовані на основі маїсу пироги з м'ясом, кедровими горіхами або іншими начинками (залежно від регіону).
- Пупуса — коржик з кукурудзяного тіста змішаного з білим сиром або шинкою.